# 武末純一
武末 純一（たけすえ じゅんいち、1950年3月6日 - ）は、日本の考古学者、福岡大学教授。

## 来歴
福岡市生まれ。1972年九州大学文学部史学科考古学専攻卒、74年同大学院文学研究科史学専攻修士課程修了。北九州市立歴史博物館学芸員、北九州市立考古博物館副館長、福岡大学人文学部助教授、教授。

## 著書
- 『土器からみた日韓交渉』学生社 1991
- 『弥生の村』山川出版社 日本史リブレット 2002

### 共著
- 『最新邪馬台国事情』寺沢薫共著 白馬社 1998
- 『考古資料大観 第1巻』石川日出志と責任編集 小学館 2003
- 『県史 福岡県の歴史』第2版　川添昭二,岡藤良敬,西谷正浩,梶原良則,折田悦郎共著 山川出版社 2010
- 『列島の考古学　弥生時代』森岡秀人,設楽博己共著 河出書房新社 2011

### 翻訳
- 韓国考古学会編『概説韓国考古学』監訳 庄田慎矢,山本孝文訳 同成社 2013

### 記念論文集
- 『還暦、還暦?、還暦! 武末純一先生還暦記念献呈文集・研究集』武末純一先生還暦記念事業会 2010

## 参考
- ISBN 978-4-309-71443-1
- 『現代日本人名録』2002年
- 福岡大学
- J-GLOBAL